# Hugo Simberg

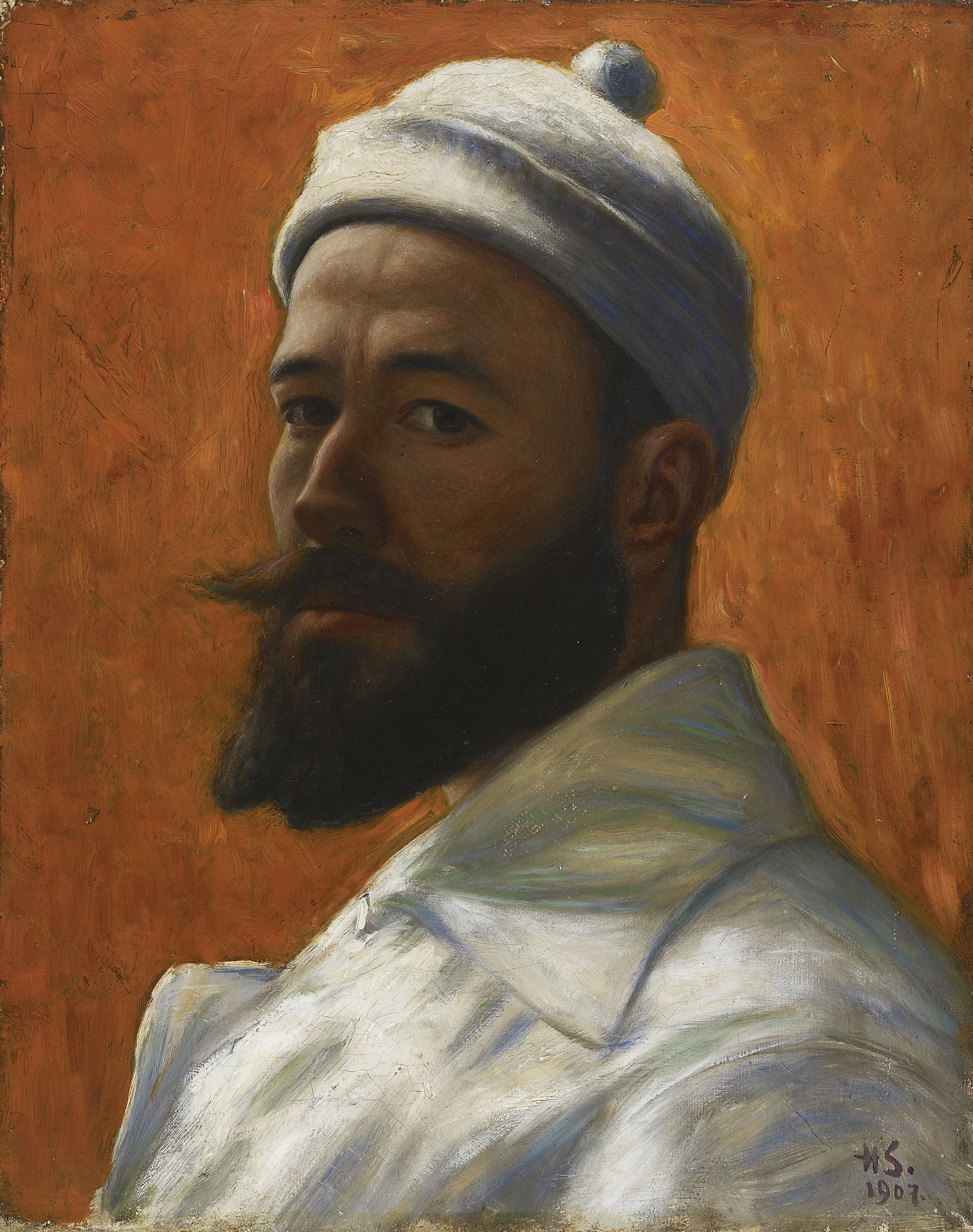
Hugo Simberg, zelfportret, 1907

Hugo Gerhard Simberg (Hamina, 24 juni 1873 - Ähtäri, 11 juli 1917) was een Fins kunstschilder. Hij wordt vooral gerekend tot de stroming van het symbolisme.

## Leven en werk
Simberg werd geboren als zoon van een officier en doorliep enkele tekenopleidingen. In 1893 trad hij in de leer bij kunstschilder Akseli Gallen-Kallela in Ruovesi. In 1896 reisde hij naar Londen en in 1898 naar Parijs en Italië. In die tijd begon hij ook met succes te exposeren.
Simberg schilderde vaak macabere en bovennatuurlijke taferelen, waarbij hij veelvuldig de dood personificeerde. Tot zijn bekendste werken behoren Kuoleman puutarha (In de tuin van de dood, 1896, naar het sprookje De dood van een moeder van Hans Christian Andersen) en Haavoittunut enkeli (De gewonde engel, 1903, waarin iedereen volgens Simberg maar zijn eigen symboliek moest zoeken). Van beide werken maakte hij in 1906 een fresco op grootformaat voor de Domkerk van Tampere. De gewonde engel werd door het Finse publiek in 2006 tot „Nationaal Schilderij“ gekozen.
Simberg overleed in 1917, op 44-jarige leeftijd. Veel van zijn werk bevindt zich in het kunstmuseum Ateneum te Helsinki.

## Galerij

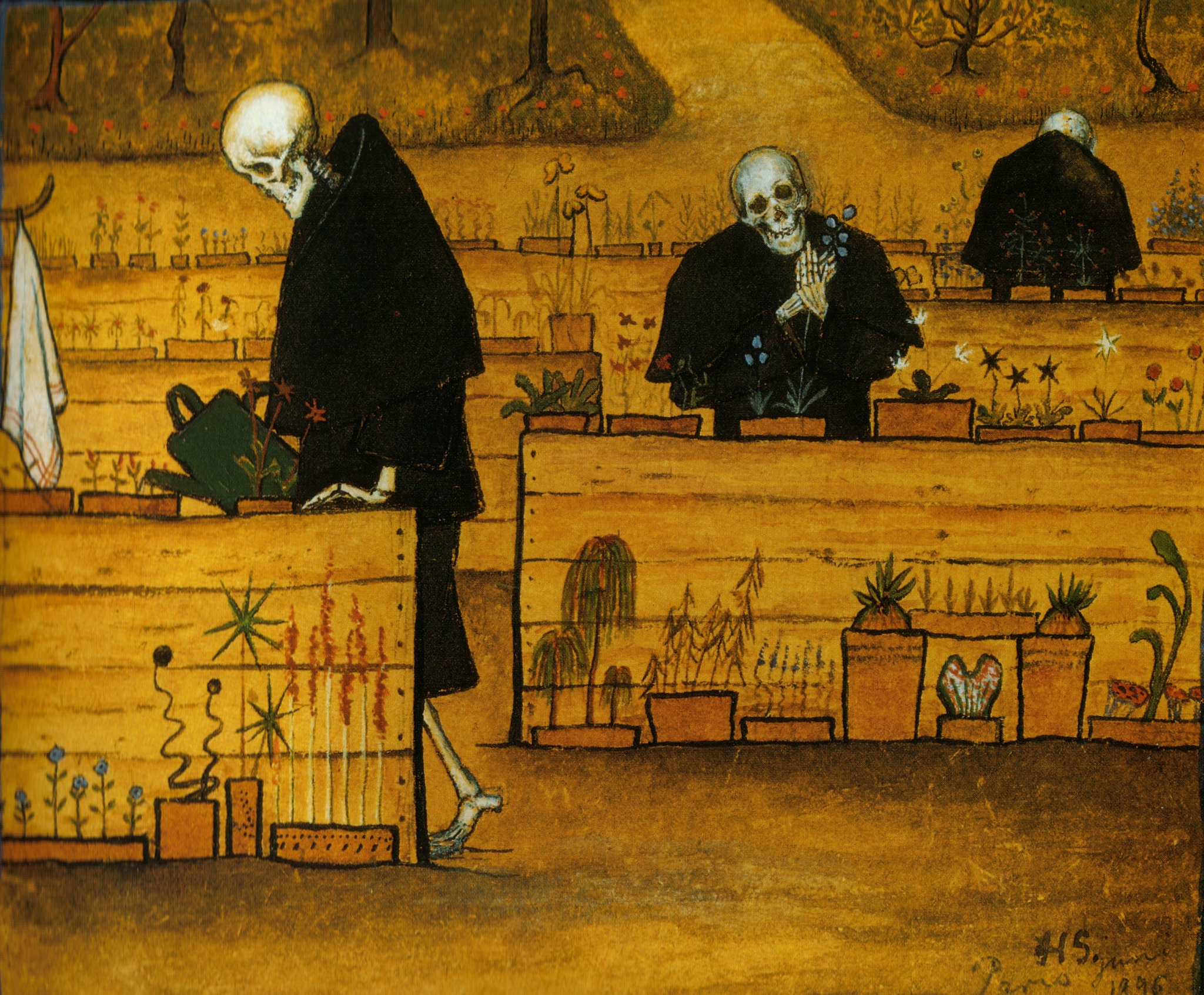
De tuin van de dood
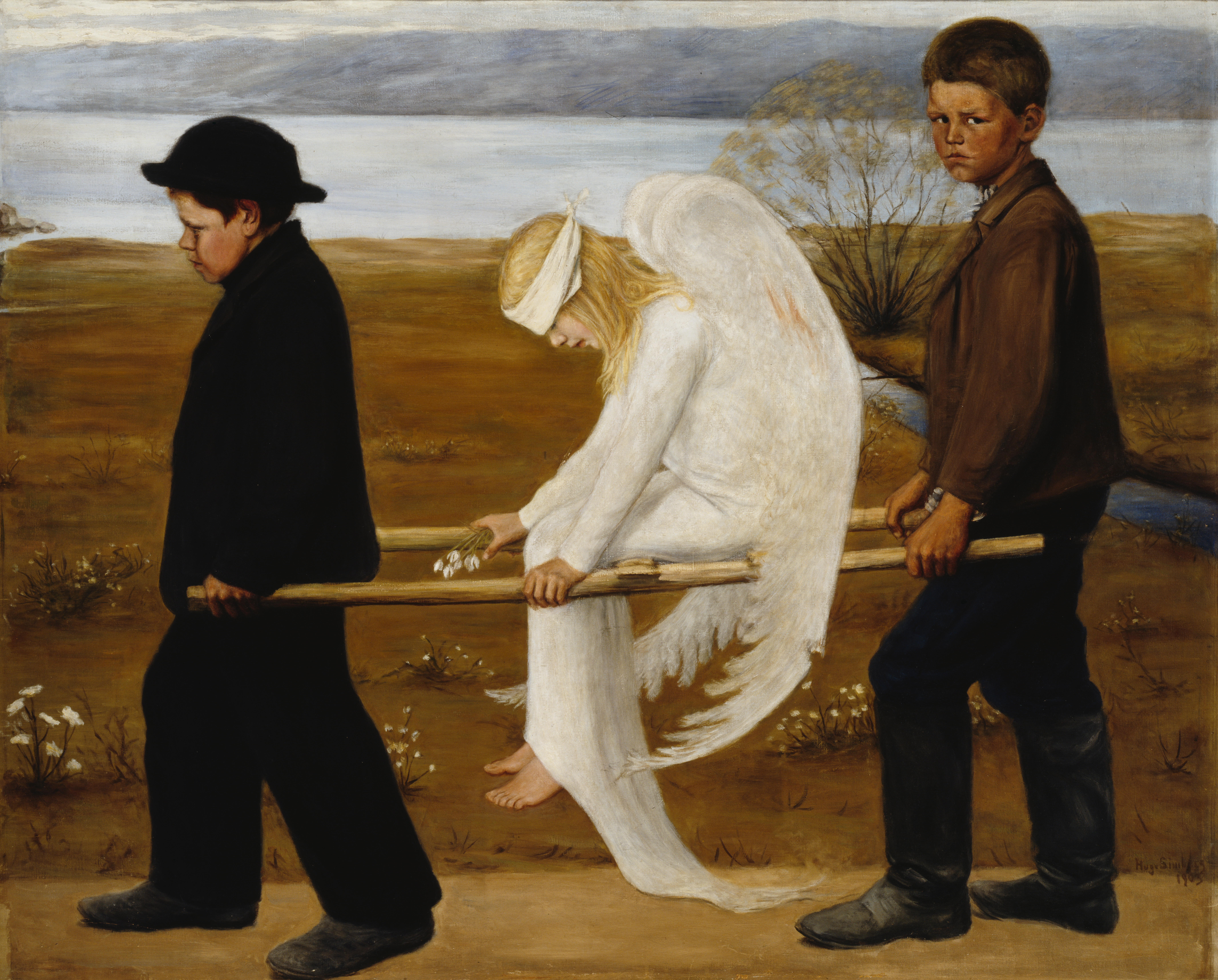
De gewonde engel
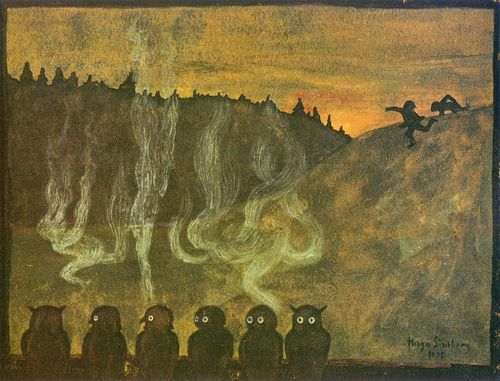
Op het grensland
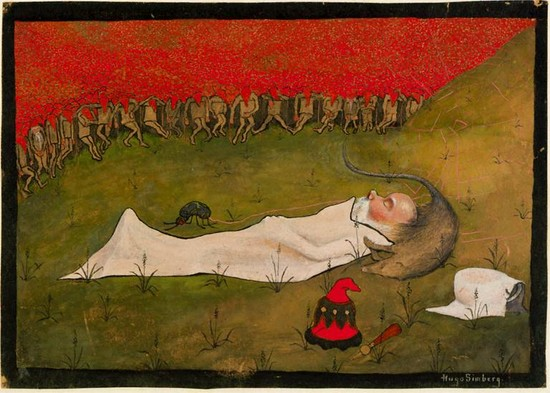
Koning Hobgoblin slaapt
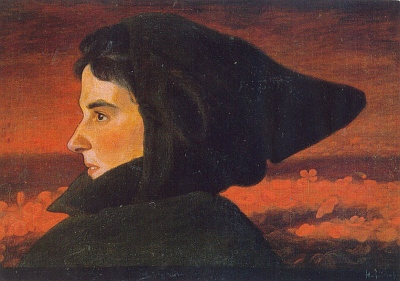
Vrouw